# Chòi mòi Nhật
Chòi mòi Nhật hay sang sé, cứt sắt (danh pháp: Antidesma japonicum) là một loài thực vật có hoa trong họ Diệp hạ châu. Loài này được Siebold & Zucc. mô tả khoa học đầu tiên năm 1846.

## Hình ảnh

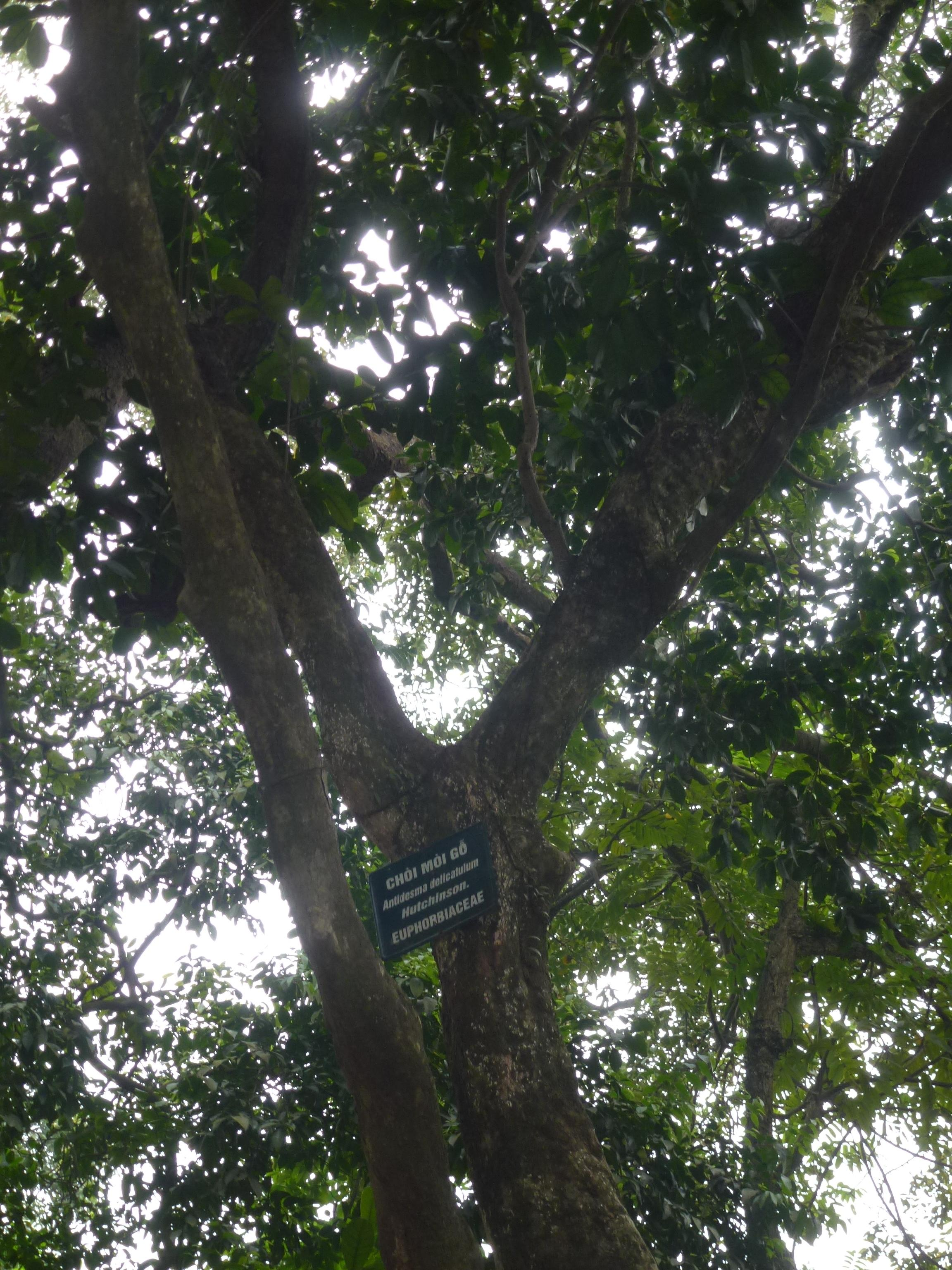